# Буджерак Олександр Олександрович
Олекса́ндр Олекса́ндрович Буджера́к (нар. 28 березня 1943 с. Малі Юначки, Красилівського району, Хмельницької обл.) — український політик та адвокат. Колишній народний депутат України. Був головою Хмельницької обласної організації партії ВО «Батьківщина» (1999 — травень 2010).

## Освіта
Освіта вища. 1973 року закінчив Київську вищу школу МВС СРСР, спеціальність «Правознавство»; у 1983 році — Академію МВС СРСР (м. Москва), спеціальність «Правознавство».

## Трудова діяльність
- 1960–1962 — слюсар Хмельницького інструментального заводу, водій Хмельницької автобази № 2231.
- 1962–1965 — служба в Збройних Силах.
- 1966–1968 — курсант Івано-Франківської спеціальної середньої школи міліції.
- 1970–1996 — служба в органах МВС України.
- 1996–2005 — директор Хмельницького юридичного колегіуму, юрист ТОВ «Свіко», ТОВ «Гулівер», приватний адвокат, м. Хмельницький.

## Парламентська діяльність
Народний депутат України 5-го скликання з 25 травня 2006 до 12 червня 2007 від «Блоку Юлії Тимошенко», № 98 в списку. На час виборів: адвокат, член партії ВО «Батьківщина». Член фракції «Блок Юлії Тимошенко» (з 25 травня 2006). Член Комітету з питань боротьби з організованою злочинністю і корупцією (з 18 липня 2006). 12 червня 2007 достроково припинив свої повноваження під час масового складення мандатів депутатами-опозиціонерами з метою проведення позачергових виборів до Верховної Ради.
Народний депутат України 6-го скликання з 23 листопада 2007 від «Блоку Юлії Тимошенко», № 98 в списку. На час виборів: тимчасово не працював, член партії ВО «Батьківщина». Член фракції «Блок Юлії Тимошенко» (23 листопада 2007 — 21 вересня 2010). Перейшов у коаліцію з Партією Регіонів. Виконувачем обов'язки голови Хмельницької обласної партійної організації "ВО «Батьківщина» призначено народного депутата Василя Кравчука. Як йдеться у повідомленні пресслужби Хмельницької обласної партійної організації "ВО «Батьківщина» "За зраду інтересів партії «Всеукраїнське об'єднання „Батьківщина“ та порушення Статуту з посади голови Хмельницької обласної організації звільнено Олександра Буджерака». Його також позбавлено членства у «Батьківщині». Політичне життя Хмельниччини добряче «трясонуло». Незмінний протягом 11 років голова Хмельницької обласної організації «Батьківщина», народний депутат від фракції БЮТ Олександр Буджерак вступив до провладної коаліції «Стабільність та реформи», знаної в народі як «тушки». Однопартійці одразу засудили керівника партії. "Під час перебування на посаді голови облорганізації займався вирішенням власних меркантильних питань, будучи людиною амбітною, він намагався створити навколо себе ореол вождя місцевого рівня. Тепер зрозуміло, що він заздалегідь готував собі «запасний аеродром», — йдеться у заяві хмельницької міської організації «Батьківщина». У повідомленні зазначено, що постанову Президії політради партії 11 травня підписала голова партії Юлія Тимошенко (Інформаційна служба газети "Діловий тижневик «ВСІМ»); член групи «Реформи заради майбутнього» (з 16 лютого 2011). Заступник голови Комітету боротьби з організованою злочинністю і корупцією (з 26 грудня 2007).

## Нагороди, державні ранги
- Нагороджений орденами «Червоної зірки», «Богдана Хмельницького»[4].
- Орден «За заслуги» III (серпень 2005)[5], II ступенів (серпень 2011)[6].